# GnuTLS
GnuTLS (произносится: Гну Ти-Эл-Эс) (The GNU Transport Layer Security Library) — свободная реализация протоколов TLS и SSL. Предназначена для предоставления приложениям API для обеспечения надежной связи по протоколам транспортного уровня.

## Возможности
- Поддержка протоколов TLS 1.1, TLS 1.0 и SSL 3.0
  - SSL 2.0 не поддерживается в силу своей небезопасности.
  - TLS 1.2 поддерживается, но по умолчанию выключен.
- Поддержка расширений TLS: указания имени сервера, максимального размера записи, непрозрачного ввода PRF и т. д..
- Поддержка аутентификации посредством протокола SRP.
- Поддержка аутентификации посредством как сертификатов X.509, так и ключей OpenPGP.
- Поддержка расширения TLS Pre-Shared-Keys (PSK).
- Поддержка расширения Inner Application (TLS/IA).
- Поддержка расширения обработки сертификатов X.509 и OpenPGP.
- Поддержка прокси-сертификатов X.509 (RFC 3820).
- Поддержка всех сильных алгоритмов шифрования (включая SHA-256/384/512), включая Camellia (RFC 4132).
- Поддержка сжатия.
- Работает на всех Unix-платформах и Windows.
- GPL-совместимая лицензия.

## Лицензия и причины создания
GnuTLS лицензирована под GNU Lesser General Public License; некоторые части лицензированы под GNU General Public License.
GnuTLS первоначально была создана, чтобы дать приложениям Проекта GNU возможность использовать криптографические протоколы, такие как TLS. Несмотря на то, что OpenSSL уже существовал, его лицензия несовместима с GPL, из-за чего программы под GPL не могли его использовать без специального исключения.
GnuTLS используется в таких программах, как GNOME, CenterIM, Exim, Mutt, Slrn, Lynx, CUPS и gnoMint.